# Muscat Classic
De Muscat Classic is een eendagswielerwedstrijd die wordt verreden in en rond Muscat, de hoofdstad van Oman. De eerste editie vond plaats in 2023 en werd gewonnen door de Belg Jenthe Biermans.
De wedstrijd is onderdeel van de Ronde van Oman en wordt verreden één dag voor de start van deze meerdaagse wedstrijd. De wedstrijd is onderdeel van de UCI Asia Tour en kent een classificatie van 1.1.

## Lijst van winnaars

### Overwinningen per land
| Overwinningen | Land                             |
| ------------- | -------------------------------- |
| 1             | België, Nederland, Nieuw-Zeeland |

Sjabloon:Navigatie Muscat Classic